# Air Lease Corporation
Die Air Lease Corporation (ALC) ist ein Anbieter im Bereich Flugzeug-Leasing. Das Unternehmen wurde im Jahr 2010 von Steven Udvar-Házy, dem Gründer des Mitbewerbers ILFC, gegründet. ALC erzielte im Jahr 2016 mit lediglich 76 Mitarbeitern einen Umsatz von 1,42 Mrd. US-Dollar sowie einen Gewinn von 374,9 Mio. US-Dollar. Der Unternehmenssitz ist Los Angeles, Vereinigte Staaten.

## Geschichte
ALC wurde im Februar 2010 durch Steven Udvar-Házy, dem Gründer und ehemaligen Geschäftsführer des größten Flugzeug-Leasinggebers International Lease Finance Corporation gegründet. Udvar-Házy verließ ILFC damals aufgrund von Streitigkeiten mit dessen damaligen Mutterkonzern American International Group im Jahr 2009.
Bekannt ist das Unternehmen durch teilweise enorme Stückzahlen, die bei den Herstellern wie Airbus oder Boeing bestellt werden. So wurden während der Farnborough International Airshow 2010 136 Flugzeuge mit einem Gesamtwert von 10 Mrd. US-Dollar bestellt, wodurch ALC zum größten Käufer während der Airshow wurde. Auch bei der Farnborough Airshow 2014 war ALC wieder größter Käufer, bestellt wurden 25 Airbus A330-900neo, 60 Airbus A321neo, 6 Boeing 777-300er, 20 Boeing 737 MAX 8 sowie 7 ATR 72-600.

## Flotte
Die Flotte besteht zum 31. Dezember 2016 aus 237 Flugzeugen mit einem Durchschnittsalter von 3,8 Jahren.
Die Flotte setzt sich zusammen aus 101 Airbus-Flugzeugen, 130 Boeing-Flugzeugen und 6 Embraer-Flugzeugen.
Außerdem hat ALC 363 weitere Flugzeuge im Wert von ca. 27,9 Mrd. US-Dollar bestellt.
| Flugzeugtyp        | Anzahl | bestellt | Bemerkungen                     | Optionen |
| ------------------ | ------ | -------- | ------------------------------- | -------- |
| Airbus A319-100    | 3      |          |                                 |          |
| Airbus A320-200    | 44     |          |                                 |          |
| Airbus A320neo     | 8      | 11       |                                 | 14       |
| Airbus A321-200    | 29     |          | Alle ausgestattet mit Sharklets |          |
| Airbus A321neo     | 24     | 189      | davon 40 A321LR und 27 A321XLR  | 14       |
| Airbus A330-200    | 17     |          |                                 |          |
| Airbus A330-300    | 5      | 1        |                                 |          |
| Airbus A330-900neo |        | 25       |                                 |          |
| Airbus A350-900    |        | 24       |                                 |          |
| Airbus A350-1000   |        | 5        | Absichtserklärung               | 5        |
| Boeing 737-700     | 8      |          |                                 |          |
| Boeing 737-800     | 95     | 9        |                                 |          |
| Boeing 737-8 MAX   |        | 118      |                                 | 25       |
| Boeing 767-300ER   | 1      |          |                                 |          |
| Boeing 777-200ER   | 1      |          |                                 |          |
| Boeing 777-300ER   | 22     | 2        |                                 |          |
| Boeing 787-9       |        | 18       |                                 |          |
| Boeing 787-10      | 3      | 29       |                                 |          |
| Embraer 190-100    | 6      |          |                                 |          |
| Gesamt             | 237    | 365      |                                 | 44       |

## Kunden
Größere Kunden
sind u. a.:
- Aerolíneas Argentinas
- Air Canada
- Air China
- Air France
- British Airways
- Ethiopian Airlines
- Emirates
- Etihad Airways
- ITA Airways
- KLM Royal Dutch Airlines
- Korean Air
- Qantas Airways
- United Airlines
- Vietnam Airlines
- LOT Polish Airlines